# デックス東京ビーチ
デックス東京ビーチ（デックスとうきょうビーチ、英称：DECKS Tokyo Beach）は、東京都港区台場にある都市型のショッピングモールである。

## 概要
ゆりかもめ開業後の、台場エリアに建てられた最初の大型商業施設であり、台場B街区事業者グループ（住友商事・住友生命保険・大成建設・台場開発・住友海上火災保険（現：三井住友海上火災保険）・興和不動産（現：日鉄興和不動産）・住友建設（現：三井住友建設））が都から敷地を借り受け、事業主体として開発を進め、住商子会社の住商アーバン開発が運営を担う方式で1996年7月12日にオープンした。
2013年9月、台場B街区事業者グループが建物を信託銀行に売却し、建物と賃貸収入を得られる権利を証券化した信託受益権を東急不動産が取得、2016年10月には敷地も取得し、土地・建物を一体で所有していたが、2018年1月から同社系のアクティビア・プロパティーズ投資法人とともに土地・建物を所有している 。運営は東急不動産が建物を取得後もしばらく住商アーバン開発が行っていたが、後に東急不動産SCマネジメントに変更となった。
2000年に隣接して竣工したアクアシティお台場（三菱地所系）とは連接しており、台場エリアの一大ショッピングスポットを形成している。
名称の由来はデッキボード張りのオープンテラスから。

## 施設構成
船をモチーフにした地上8階建て（登記簿上記載）のショッピングモールで、1、2階の一部には店舗が入るが主に駐車場用途とし、3階以上に店舗、レストラン、アミューズメント施設等を配した。お台場海浜公園駅からはペデストリアンデッキで直結し、建物の一部区画がログテラス風のオープンデッキとなっており、潮風やレインボーブリッジなど周囲の景色を感じ取ることができる。
2000年12月2日、総事業費約80億円を投じた香港の街並みを再現した「台場小香港」（2010年12月に閉鎖）などが入る新館のアイランドモールが完成。既存のCAセガジョイポリスの運営による屋内型テーマパーク「東京ジョイポリス」などが入るシーサイドモールと併せ、延床面積は67,506.91m² となった。
昭和30年代の下町の商店街を再現した「台場一丁目商店街」（2002年10月26日オープン）、レゴブロックをテーマにした屋内型パーク「レゴランド・ディスカバリーセンター東京（2012年6月オープン）、著名人そっくりの蝋人形館「マダム・タッソー東京」（2011年9月〜2012年1月の期間限定で開設。翌年3月15日から常設）など、大幅なリニューアルも適宜行われている。

## 沿革
- 1996年（平成8年）7月12日 - シーサイドモールオープン。
- 1997年（平成9年）
  - JCDデザイン賞奨励賞。
  - グッド・デザイン施設選定賞。
- 1998年（平成10年） - イソバンド・イソダッハ・デザインコンテスト特別賞。
- 2000年（平成12年）12月2日 - アイランドモール、台場小香港オープン。
- 2002年（平成14年）10月26日 - 台場一丁目商店街オープン。
- 2010年（平成22年）12月31日 - 台場小香港閉鎖。
- 2012年（平成24年）6月 - レゴランド・ディスカバリーセンター東京オープン。
- 2013年（平成25年）3月15日 - マダム・タッソー東京オープン。

## フロアマップ
| 階 | アイランドモール Island Mall                                                     | アイランドモール Island Mall                                                     | シーサイドモール Seaside Mall | シーサイドモール Seaside Mall                                         |
| 7  | レゴランド・ディスカバリー・センター東京                                         | レゴランド・ディスカバリー・センター東京                                         |                               |                                                                       |
| 6  | レゴランド・ディスカバリー・センター東京                                         | レゴランド・ディスカバリー・センター東京                                         |                               | レストラン                                                            |
| 5  | エンタテインメント・ショップ                                                     | エンタテインメント・ショップ                                                     | 東京ジョイポリス              | レストラン                                                            |
| 4  | ショップ                                                                         | ショップ                                                                         | 東京ジョイポリス              | 東京トリックアート迷宮館 台場一丁目商店街／お台場たこ焼きミュージアム |
| 3  | ショップ・カフェ／マダム・タッソー東京／レゴランド・ディスカバリー・センター東京 | ショップ・カフェ／マダム・タッソー東京／レゴランド・ディスカバリー・センター東京 | 東京ジョイポリス              | ショップ・カフェ                                                      |
| 2  | 駐車場                                                                           | 駐車場                                                                           | 駐車場                        | 駐車場                                                                |
| 1  | 駐車場／ショップ&カフェ                                                          | 駐車場／ショップ&カフェ                                                          | 駐車場／ショップ&カフェ       | 駐車場／ショップ&カフェ                                               |

## 交通
- ゆりかもめお台場海浜公園駅 徒歩2分
- 東京臨海高速鉄道りんかい線東京テレポート駅 徒歩5分
- 都営バス「台場二丁目」停留所
- お台場レインボーバス 「フジテレビ前（アクアシティお台場前）」停留所

## ギャラリー

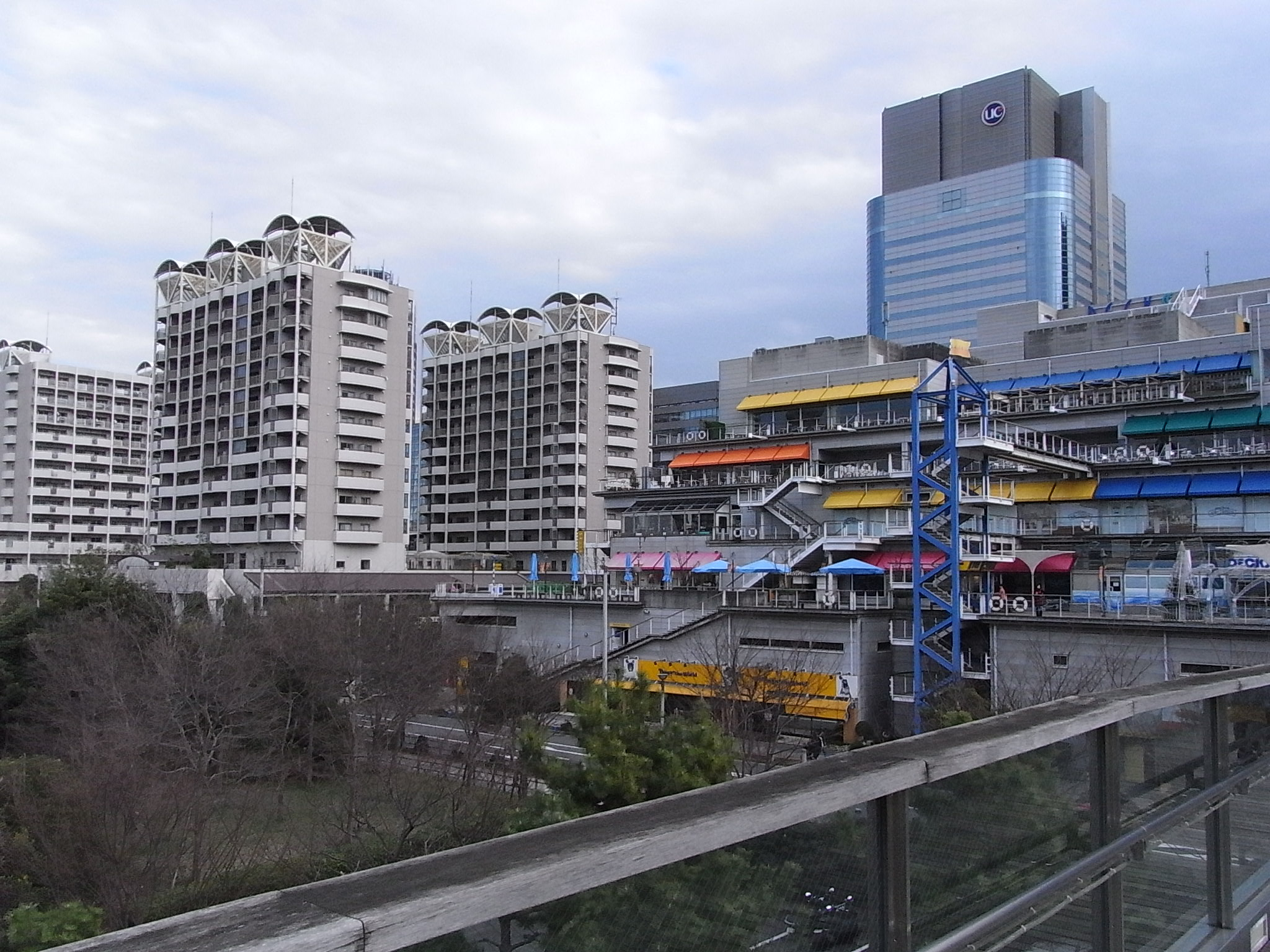
台場海浜公園側から見る（2009年3月10日撮影）
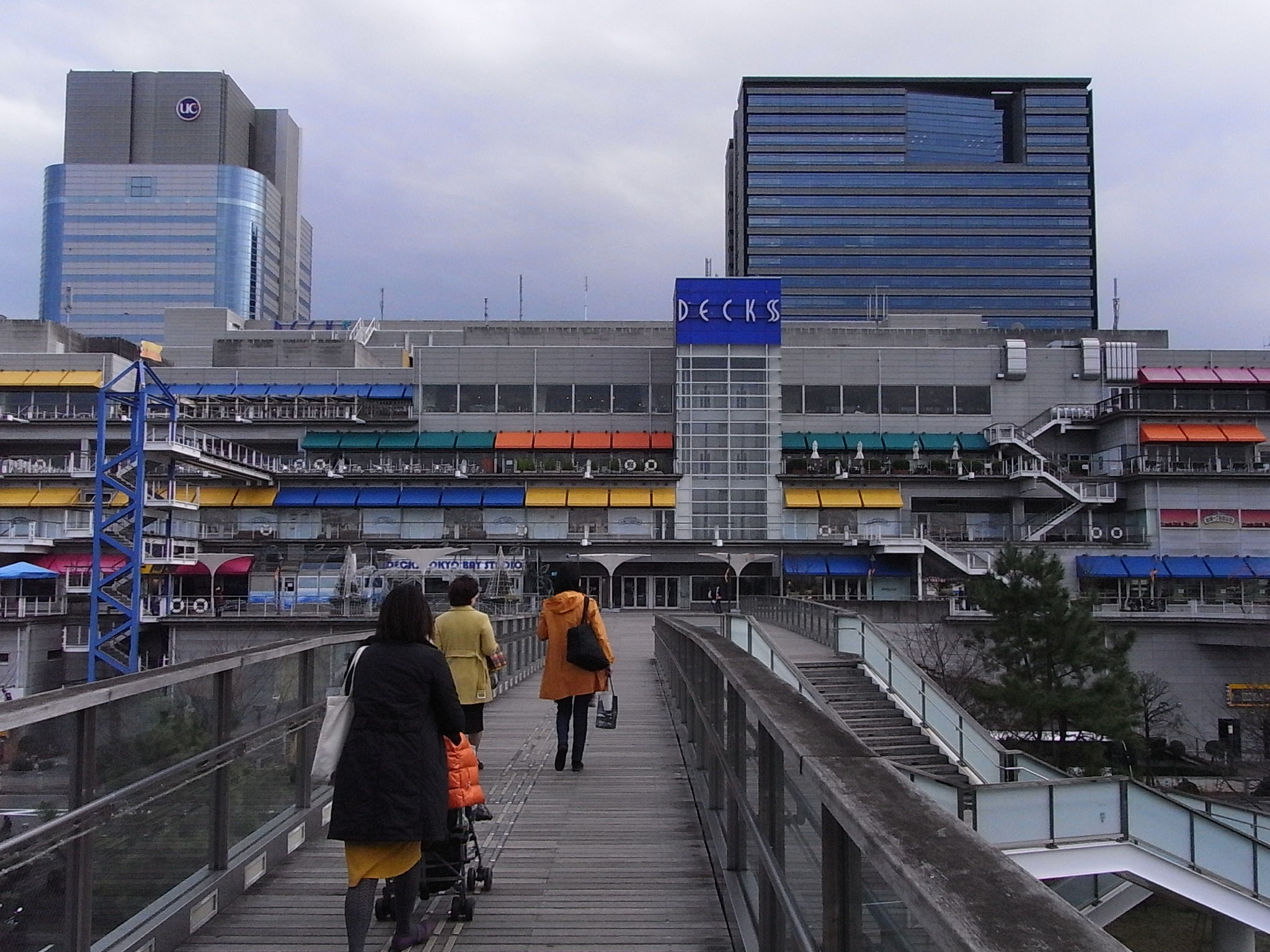
台場海浜公園側から見る（2009年3月10日撮影）
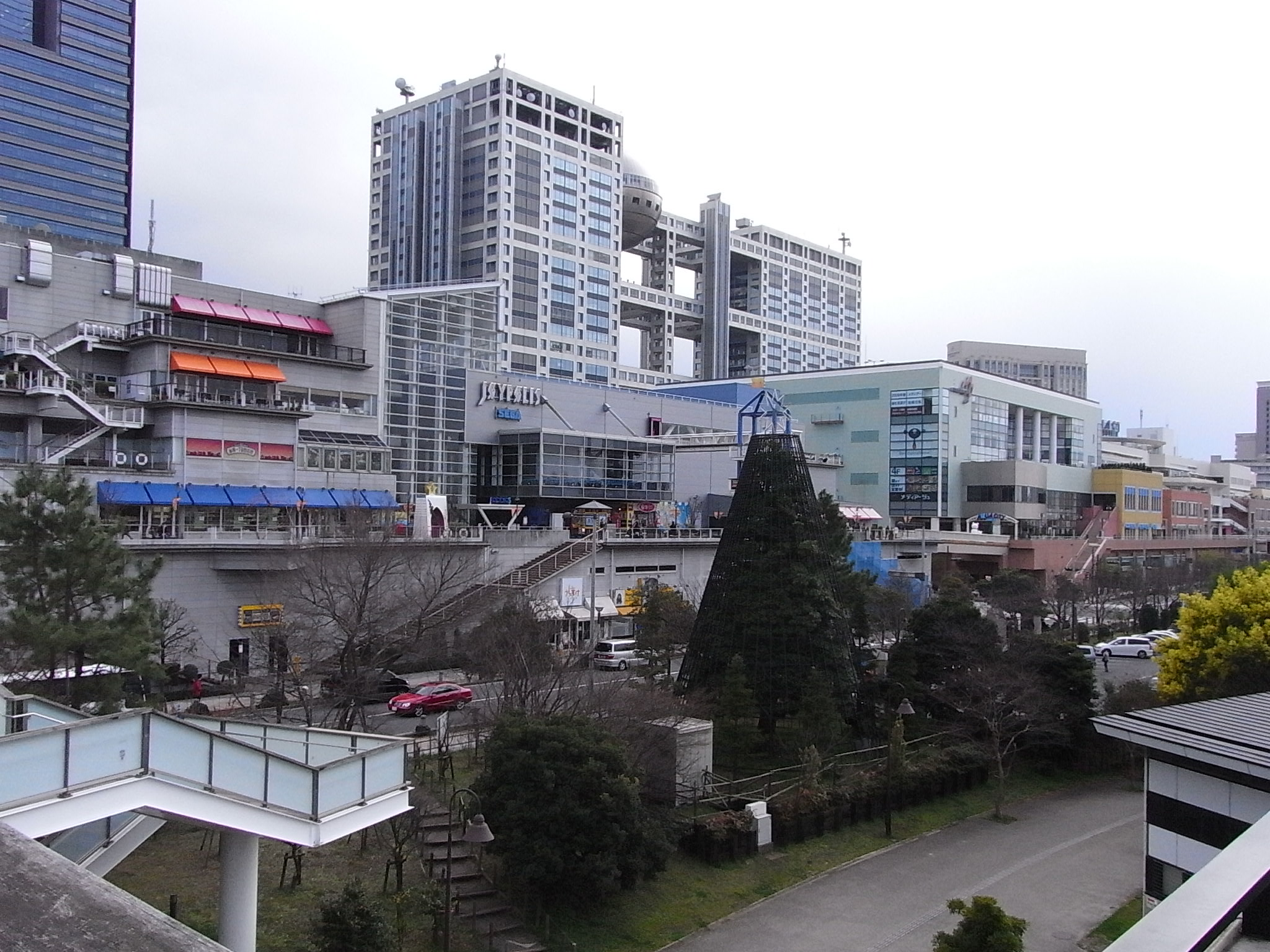
台場海浜公園側から見る（2009年3月10日撮影）